# Leucoagaricus gongylophorus
Leucoagaricus gongylophorus (лат.) — вид симбионтных мирмекофильных грибов рода Белошампиньон из семейства Шампиньоновые (Agaricaceae). Встречаются только в муравейниках муравьёв-грибководов (Attini). Неотропика.

## Описание
Грибы, которые выращивают в своих гнёздах муравьи-грибководы (Attini), использующие его для питания. Среди таких муравьёв отмечены представители высших муравьёв-грибководов из родов листорезов Acromyrmex и Atta, а также один реликтовый вид Apterostigma megacephala. Муравьи-листорезы срезают листья растений, доставляют их в гнездо, где разрезают и пережёвывают их для создания субстрата при культивировании грибницы.
Как и другие виды грибов, культивируемых муравьями, L. gongylophorus производит гонгилидии, богатые питательными веществами, которыми питаются муравьи. Гонгилидии это сплетённые вместе гифы грибницы. Этот гриб не встречается вне муравьиных колоний и полностью зависит от них.
Гонгилидии имеют форму эллипсоида, около 30—50 микрометров в диаметре и богаты липидами и углеводами, полученными из листьев и вырабатываемыми в скоплениях (так называемые стафилы).
Этот фактически «одомашненный» муравьями вид грибов появился в подземных садах у недавно эволюционировавших муравьёв-листорезов родов Acromyrmex и Atta примерно 8—11 миллионов лет назад.

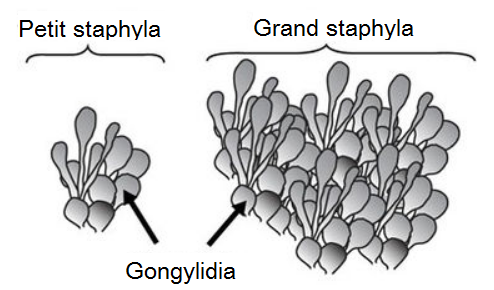
Гонгилидии и стафилы.
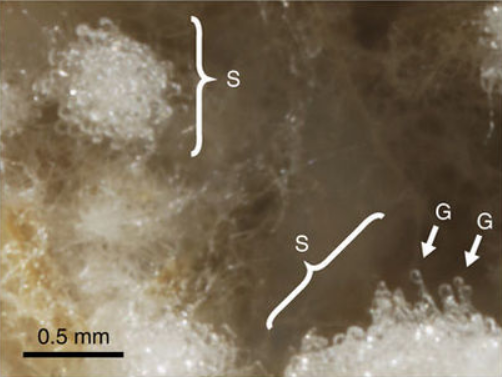
Гонгилидии (G) и стафилы (S) в гнезде Acromyrmex echinatior.